# Mezek, Haskovo
Mezek (în bulgară Мезек) este un sat în comuna Svilengrad, regiunea Haskovo,  Bulgaria. 

## Demografie
Componența etnică a satului Mezek
     Bulgari (80%)
     Turci (1,56%)
     Nicio identificare (18,43%)
     Altele (0%)
La recensământul din 2011, populația satului Mezek era de 255 locuitori. Din punct de vedere etnic, majoritatea locuitorilor (80%) erau bulgari, cu o minoritate de turci (1,56%). Pentru 18,43% din locuitori nu este cunoscută apartenența etnică.